# Luci Vipstà Publícola
Luci Vipstà Publícola (en llatí Lucius Vipstanus Publicola) va ser un magistrat romà que va viure al segle i aC i al segle i. Portava el cognomen de Publícola. El seu pare era Luci Valeri Gal, pretor, que va morir l'any 17 o potser Marc Vipstà Gal, cònsol sufecte l'any 18. El seu germà Luci Vipstà Gal, va ser pretor l'any 17 i va morir mentre exercia el càrrec.
L'any 46, amb el seu germà Messal·la Vipstà Gal, va ser legat a Teano. L'any 48 va ser elegit cònsol juntament amb Aule Vitel·li, el futur emperador, sota el regnat de Claudi. El senat li va encarregar que oferís a Claudi el títol de Pater patriae, honor que l'emperador va rebutjar per considerar-ho una adulació.
L'any 58/59 va ser procònsol a la província d'Àsia.